# Frihedskæmpere besætter B&W
Frihedskæmpere besætter B&W er en dokumentarfilm fra 1945, der belyser forløbet under afvæbningen af tyske tropper i Københavns Havn efter den tyske kapitulation.

## Handling
Tidligt om morgenen den 14. maj 1945 gik 130 frihedskæmpere af Toldbodstyrken til angreb. Formålet var at afvæbne fire tyske hjælpekrydseres mandskab, i alt 265 mand, som på trods af kapitulationen afslog at overgive sig, hvilket var årsag til, at B&Ws ca. 2000 arbejdere ikke kunne genoptage arbejdet.